# ユーロポップ
ユーロポップ（英: Euro pop）は、1970年代にヨーロッパで始まったポップ・ミュージックを指す。

## 歴史

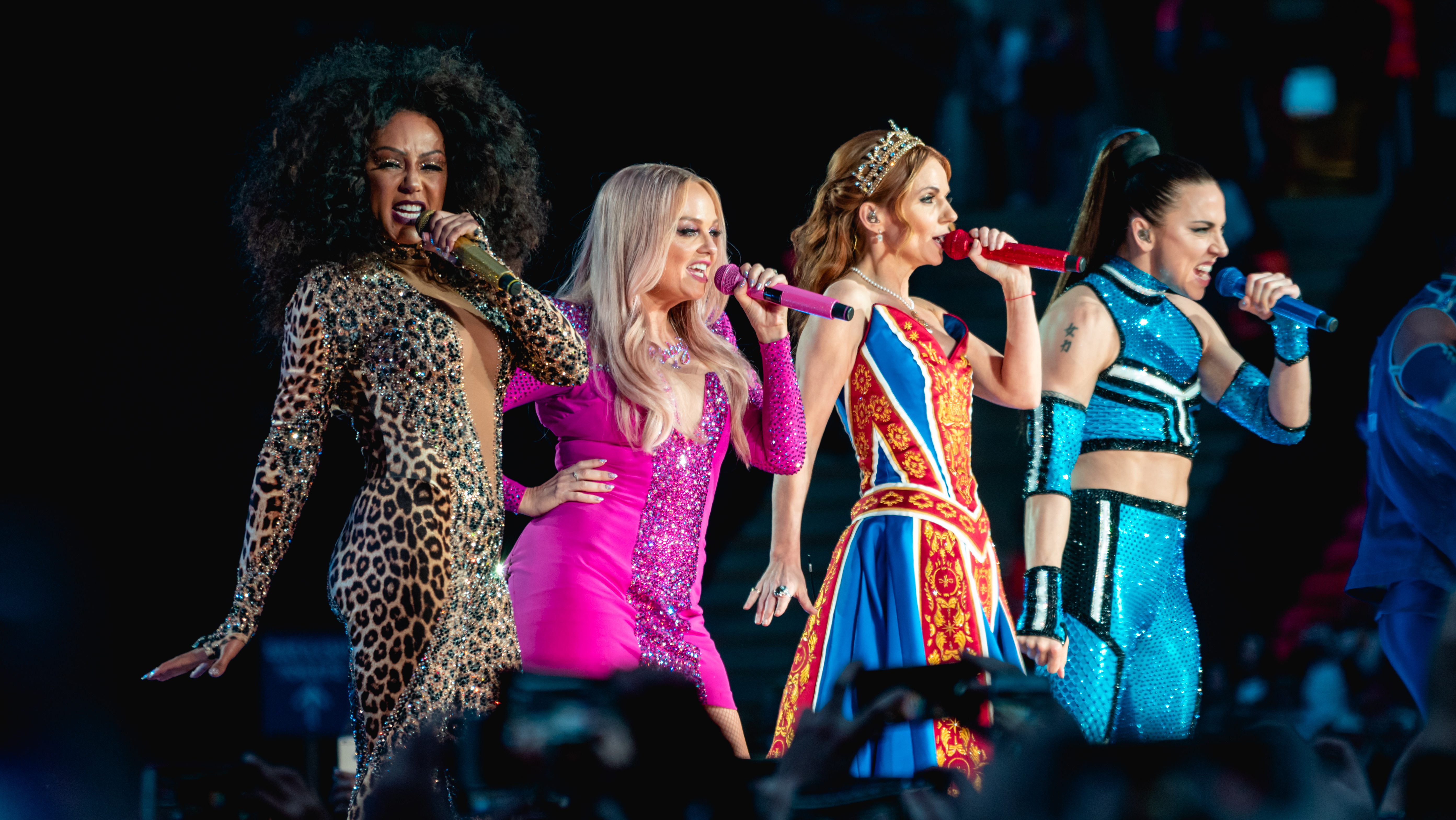
スパイス・ガールズ（2019年）

ルーツは、1960年代のシルヴィ・バルタン、フランス・ギャル、ミッシェル・ポルナレフ、フランソワーズ・アルディらのフレンチ・ポップスや、ジリオラ・チンクエッティらのイタリアン・ポップスにある。
スウェーディッシュ・ポップ (en) ミュージシャンによるヒット曲も多い。
1970年代半ばから1980年代初頭は、ABBA (1972–1983)がヒット曲を量産した。
1980年代後半から1990年代初頭は、ロクセットとエイス・オブ・ベイスがアメリカとイギリスほかでヒットを出した。1990年代には、スパイス・ガールズ、アクア、ステップスなどのグループ、ミュージシャンが活躍した。1990年代後半から2000年代初頭は、エッフェル65がこのジャンルで成功している。2000年代のユーロ・ポップを代表するグループはAlcazarである。
イタロ・ディスコ (en)、ミュンヘン・ディスコなどは後に、ユーロ・ディスコ (en)、ユーロ・ハウス (en)、テクノ、EDMなどへと変化していった。